# Lago di Palas Tuzla
Il lago di Palas Tuzla (in turco: Palas Tuzla Gölü) è un lago salato endoreico  situato nella provincia di Kayseri, nella Turchia centrale. Il lago è un'area naturale protetta registrata. Esso è situato presso il villaggio di Palas, appartenente al distretto di Sarıoğlan nella provincia di Kayseri, e dista 60 km dalla città di Kayseri. 

## Geografia
Il lago si trova al centro di un bacino chiuso. La sua elevazione è di 1.054 m s.l.m., e la sua superficie è di 25-35 km². Esso viene alimentato da cinque torrenti. Durante la stagione secca, il lago è soggetto a una forte evaporazione e il suo bacino viene ricoperto da uno strato di sale spesso 10 cm. Il lago è il sito di una salina.

## Storia
Dall'inizio del II millennio a.C. a oggi il lago e i suoi dintorni sono appartenuti a diverse civiltà e imperi come gli Ittiti, i Dulqadiridi e gli Ottomani, diventando un crocevia delle rotte commerciali e delle migrazioni. Il lago e i suoi dintorni si trovano sulla storica via della seta. A quel periodo risale la costruzione nei pressi del lago di diversi alloggi per i commercianti come Sultanhanı.

## Flora e Fauna
L'area circostante il lago è una zona umida, che si trova lungo rotte migratorie degli uccelli e costituisce l'habitat di alcune specie endemiche. Fra queste:
Specie vegetali:
- Tulipa agenensis
- Tulipa armena Boiss. var lyrica (Baker) Marais
- Elymus elongatus: in Turchia si trova solo a Sultansazlığı e nel lago di Palas Tuzla.

Mammiferi selvatici:
- Puzzola marmorizzata (Vormela peregusna)
- Allactaga williamsi (Allactaga williamsi)
- Spermophilus xanthoprymnus
- Volpe rossa (Vulpes vulpes)
- Lupo grigio (Canis lupus)

Uccelli:
- Otarda  (Otis tarda)
- Corriere di Leschenault (Charadrius leschenaultii)
- Fratino (Charadrius alexandrinus)
- Casarca (Tadorna ferruginea)
- Pavoncella spinosa (Hoplopterus spinosus)
- Grillaio (Falco naumanni)

Il 26 giugno 2009 la zona umida è stata dichiarata area naturale protetta di primo grado.